# 澤瀉十種
澤瀉十種（おもだかじっしゅ）は、昭和50年（1975年）に三代目市川猿之助(二代目市川猿翁)が撰した澤瀉屋・市川猿之助家のお家芸。
祖父の二代目市川猿之助（初代市川猿翁）が創作して初演した舞踊に、三代目が演出した舞踊を加えたものである。これに先立つ「猿翁十種」とは異なり、こちらは祖父・孫の二代にわたる猿之助の創作舞踊なので、屋号の澤瀉屋をこの名称に冠した。
- 連獅子（れんじし）
- 三人片輪（さんにん かたわ）
- 檜垣（ひがき）
- 猪八戒 （ちょはっかい）
- 浮世風呂（うきよぶろ）
- 釣狐（つりぎつね）
- すみだ川（すみだがわ）
- 武悪（ぶあく）
- 二人知盛（ににん とももり）
- 夕顔棚（ゆうがおだな）